# Chemicaliënpak

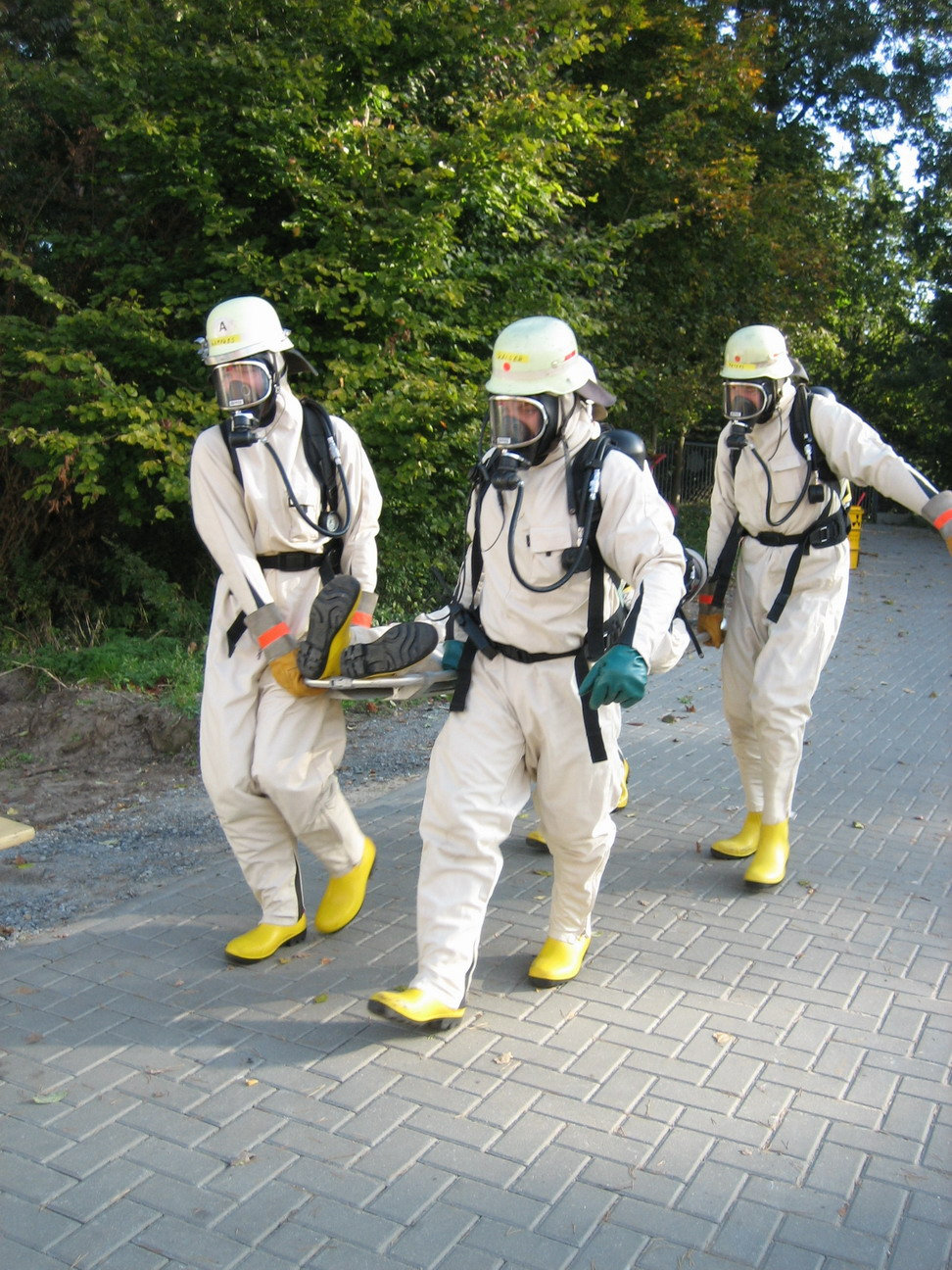
Chemicaliënpakken ingezet tijdens een oefening

Een chemicaliënpak is een speciaal type beschermende kleding dat de gebruiker beschermt tegen (spatten van) chemische vloeistoffen. 
Chemicaliënpakken worden gebruikt door de brandweer bij ongevallen met gevaarlijke stoffen en door onderzoekers en beveiligingsmensen in laboratoria. Het pak is niet gasdicht en biedt dus een zeer beperkte bescherming tegen dampen. Het pak wordt slechts gedragen als de dampen niet gevaarlijk zijn bij contact met de huid. Om de ademhaling van de gebruiker bescherming te geven tegen dampen wordt vaak een ademluchttoestel gedragen. Dit toestel wordt onder of over het pak gedragen afhankelijk van het type pak.
Indien de vrijkomende dampen wel gevaarlijk zijn bij aanraking wordt een gaspak gedragen.